# Стшалкі (Остроленцький повіт)
Стшалкі (пол. Strzałki) — село в Польщі, у гміні Кадзідло Остроленцького повіту Мазовецького воєводства.
Населення — 161 особа (2011).
У 1975-1998 роках село належало до Остроленцького воєводства.

## Демографія
Демографічна структура станом на 31 березня 2011 року:
|          | Загалом | Допрацездатний вік | Працездатний вік | Постпрацездатний вік |
| -------- | ------- | ------------------ | ---------------- | -------------------- |
| Чоловіки | 82      | 26                 | 51               | 5                    |
| Жінки    | 79      | 16                 | 44               | 19                   |
| Разом    | 161     | 42                 | 95               | 24                   |